# Appartement Mısır
 (avril 2025).
L'Appartement Mısır ou Mısır Apartmanı (turc pour « Appartement égyptien ») est un bâtiment historique situé sur la célèbre avenue Istiklal, dans le quartier de Beyoğlu à Istanbul, en Turquie. Au fil des ans, le bâtiment a accueilli de nombreuses personnes et entreprises notables, notamment Mehmet Akif Ersoy, Lazzaro Franko, Su Baykal et Hüsamettin Cindoruk,. Il est considéré comme l'un des exemples notables de l'architecture de style Art nouveau à Istanbul et était un lieu populaire pour la haute société de la ville,.

## Histoire

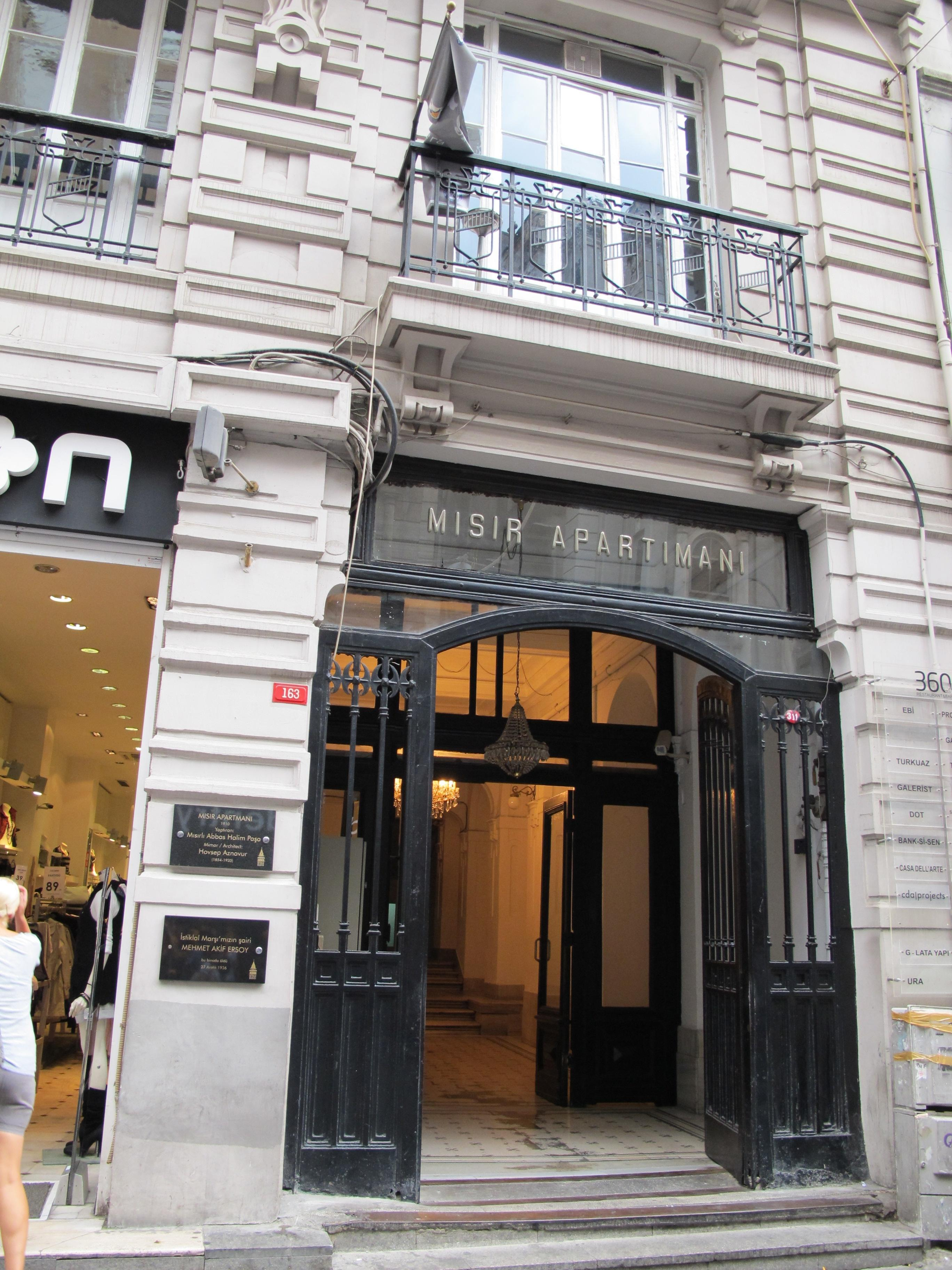
Entrée

L'appartement a été construit en 1910 par l'architecte arménien ottoman Hovsep Aznavur et commandé par le khédive d'Égypte Abbas II,,,. Le bâtiment a été construit comme résidence d'hiver pour Abbas et a été utilisé par lui et sa famille pendant de nombreuses années,.
Il abrite aujourd'hui une galerie d'art proposant de nombreux événements et expositions artistiques,.

## Résidents et propriétaires notables
- Abbas II d’Égypte – Khédive d’Égypte.
- Mehmet Akif Ersoy – auteur des paroles de l’hymne national de la Turquie. Il est décédé dans l'appartement le dimanche 27 décembre 1936[3].
- Arşak Sürenyan - Dentiste de Mustafa Kemal Atatürk[3],[8]. Grand-père de l'homme d'affaires et ancien président du club sportif turc Galatasaray Faruk Suren[8]. Il était d'origine arménienne[9].
- Hüsamettin Cindoruk – avait un bureau dans le bâtiment[8].
- Canan Yaka – célèbre créateur de mode[3].
- Lütfiye Arıbal – Créatrice de robes de mariée renommée[1].
- Mithat Cemal Kuntay (tr) – Écrivain et poète[3].
- Sami Günzberg – Dentiste réputé[10].
- Iraïda Barry — Sculptrice et auteure d'origine russe[11].